# Bannwaldsee
Der Bannwaldsee ist ein 2,28 km² großer See im Landkreis Ostallgäu, Bayerisch-Schwaben, Bayern. Er liegt 4,5 Kilometer nordöstlich von Füssen, einen knappen Kilometer östlich des Forggensees, in den er über die Mühlberger Ach entwässert. Große Teile des Ufers bestehen aus natürlichen Verlandungszonen. Im Südosten befinden sich ein Campingplatz und Badezonen.
Der Bannwaldsee gehört mit seiner gesamten Fläche zur Gemeinde Schwangau; sein Ostufer grenzt an die Gemeinde Halblech.

## Ökologie
Die Verlandung und Versumpfung des Bannwaldsees haben die Entstehung von großflächigen Hochmoor- und Niedermoorstandorten sowie Feuchtgebieten mit Streuwiesen, Seggenrieden, Röhrichten sowie Moor-, Bruch- und Sumpfwäldern begünstigt. Am Nordufer dominieren lebende Hochmoore, die zum Teil degradiert sind. Am Westufer kommen kalkreiche Niedermoore vor.

### Gewässergüte
Die Gewässergüte ist mesotroph. Die Wassererneuerungszeit beträgt 5,2 Jahre.

## Fauna und Flora

### Fauna
Folgende geschützten Tierarten besiedeln den Bannwaldsee und die angrenzenden Ufer- und Verlandungszonen
- Helm-Azurjungfer (Coenagrion mercuriale)
- Skabiosen-Scheckenfalter (Euphydryas aurinia)
- Dunkler Wiesenknopf-Ameisenbläuling (Glaucopsyche nausithous)
- Schmale Windelschnecke (Vertigo angustior)
- Vierzähnige Windelschnecke (Vertigo geyeri)

### Flora
Folgende schutzwürdigen Lebensraumtypen kommen im Bereich des Sees und der angrenzenden Ufer- und Verlandungszonen vor:
- Renaturierungsfähige degradierte Hochmoore
- Übergangs- und Schwingrasenmoore
- Torfmoor-Schlenken mit Schnabelbinsen-Gesellschaften
- Kalktuffquellen
- Kalkreiche Niedermoore
- Lebende Hochmoore
- Kalk-(Halb-)Trockenrasen und ihre Verbuschungsstadien
- Pfeifengraswiesen
- Feuchte Hochstaudenfluren
- Magere Flachland-Mähwiesen
- Moorwälder
- Erlen-Eschen- und Weichholzauenwälder
- Natürliche und naturnahe nährstoffreiche Stillgewässer mit Laichkraut- oder Froschbiss-Gesellschaften

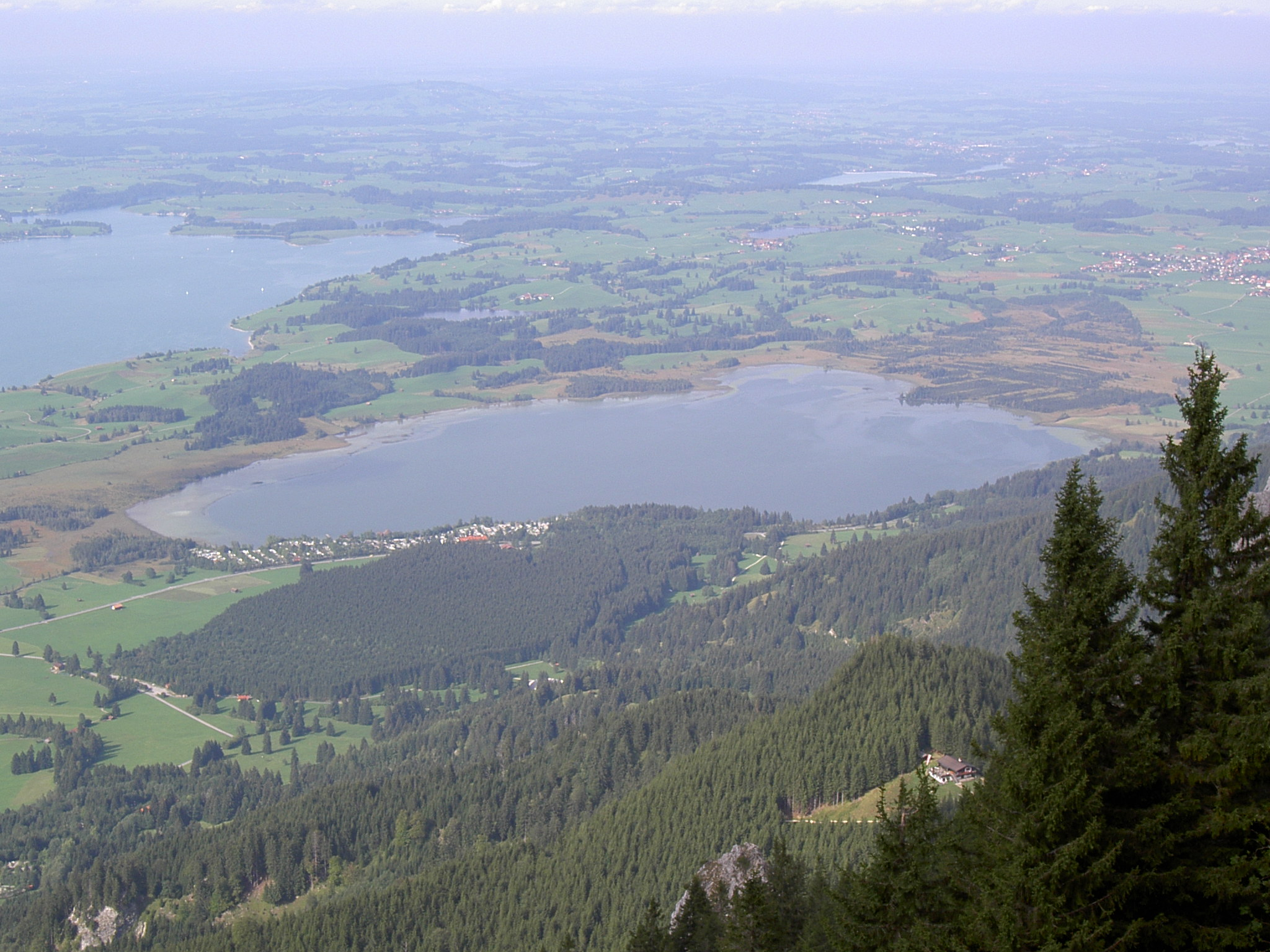
Der Bannwaldsee vom Tegelberg aus gesehen, im Hintergrund der Forggensee, September 2006

### Schutzgebiete
Der See liegt in dem 5,60 km² großen Naturschutzgebiet Bannwaldsee (NSG-00495.01).
Der Bannwaldsee und die umgebenden Feuchtgebiete sind ebenso Bestandteil des europäischen Netzwerks Natura 2000 und als gleichnamiges FFH-Gebiet an die Europäische Kommission gemeldet worden (Größe: 558 Hektar, 8430-301).
Der Forggensee und benachbarte Seen, einschließlich des Bannwaldsee sind als Landschaftsschutzgebiet ausgewiesen (Größe: 5.806 Hektar, LSG-00446.01).